# 七戸町立七戸中学校
七戸町立七戸中学校（しちのへちょうりつ しちのへちゅうがっこう）は、青森県上北郡七戸町字鶴児平にある公立（町立）の中学校。

## 沿革
- 1947年（昭和22年）
  - 4月1日 - 七戸小学校校舎に併設、七戸町立高等女学校々舎も使用し、七戸町立七戸町立七戸中学校として発足。
  - 4月22日 - 開校式挙行。
- 1948年（昭和23年） - 七戸町外三ヶ村学校組合立七戸農業学校々舎の一部を借用。
- 1949年（昭和24年）6月9日 - 倉岡小学校々舎に倉岡分校併設。
- 1950年（昭和25年）4月1日 - 新築校舎に移転。
- 1951年（昭和26年）4月1日 - 倉岡分校が、昇格独立し、七戸町立倉岡中学校となる。
- 1952年（昭和27年）12月20日 - 校旗樹立。
- 1958年（昭和33年）
  - 7月1日  - 校舎第一期工事落成。第2学年と第3学年生徒を移転。
  - 9月1日 - 倉岡中学校併合。
- 1960年（昭和35年）6月4日 - 体育館落成。
- 1961年（昭和36年）1月20日 - 南棟4教室完成。
- 1965年（昭和40年）3月31日 - 南棟2教室完成。
- 1970年（昭和45年） - プール建築。
- 1982年（昭和57年） - 新校舎建築。
- 1985年（昭和60年） - 屋内運動場建築。

### この節の出典
- 『青森県教育史 別巻』（青森県教育委員会・1973年12月20日発行）「学校沿革 中学校」917頁「七戸中学校」（1965年の記載分まで）
- 七戸町・天間林村合併協議会の調整内容 - 七戸町（1970年以降の記載分）

## 生徒数
2021年（令和3年）5月1日時点。
| 学年 | 1年 | 2年 | 3年 | 特別支援    | 合計 |
| ---- | --- | --- | --- | ----------- | ---- |
| 学級 | 2   | 2   | 2   | 2           | 8    |
| 生徒 | 62  | 63  | 55  | 10 （内数） | 180  |